# Marcell Jacobs
Pour les articles homonymes, voir Jacobs.
Lamont Marcell Jacobs Jr., dit Marcell Jacobs (né le 26 septembre 1994 à El Paso, État du Texas, États-Unis) est un athlète italien, spécialiste des épreuves de sprint.
Le 1er août 2021 à Tokyo (Japon) il devient champion sur 100 m, en 9 s 80 , aux Jeux olympiques d'été de 2020, établissant un nouveau record d'Europe de la discipline. Avec l'équipe italienne, il remporte cinq jours plus tard le Relais 4 × 100 mètres de ces Jeux olympiques, établissant un nouveau record national.
Sur l'épreuve de 60 mètres: à Toruń (Pologne), il remporte les Championnats d'Europe d'athlétisme en salle 2021; à Istanbul (Turquie), il est second aux Championnats d'Europe d'athlétisme en salle 2023; et à Belgrade (Serbie), il est vainqueur des  Championnats du monde d'athlétisme en salle 2022 où il établit un nouveau record d'Europe en 6 s 41.
Marcell Jacobs est également champion du  100 m à Munich, lors des Championnats d'Europe d'athlétisme 2022, en 9 s 95. 

## Biographie

### Débuts
Né en 1994 à El Paso au Texas, Marcell Jacobs est abandonné à l’âge de 18 mois par son père texan, et grandit à Desenzano del Garda chez sa mère italienne. Il s'installe en 2015 à Gorizia pour être entraîné par Paolo Camossi. Il dit de son père américain qu'il a rayé de sa mémoire : « De lui, je n'ai que les fibres musculaires, je me sens à 100 % italien ». Avec l'aide de sa coach en préparation mentale, il reprend le contact avec son père. Juste avant la finale du 100m de Tokyo, il reçoit un sms de son père : " Tu es Lamont Marcell Jacobs jr. Tu peux gagner la médaille olympique. Nous sommes avec toi. Nous t'aimons. Nous sommes à tes côtés. " 
Après avoir porté en mai 2016 son record personnel sur 100 m à 10 s 23 à Savone, en battant Filippo Tortu, il s'aligne sur l'épreuve de saut en longueur lors des championnats nationaux juniors et espoirs et saute 8,48 m le 10 juin 2016 à Bressanone, soit un centimètre de plus que le record national d'Andrew Howe, mais avec un vent favorable de 2,8 m/s, ce qui ne permet pas l’homologation du record. Cette mesure équivaut à 8,35 m avec vent régulier. Son meilleur saut homologué en plein air est de 7,95 m, obtenu le 4 juin 2016 à Radès pour obtenir le titre des Jeux méditerranéens espoirs.
En salle, son record est de 8,03 m, obtenu le 22 février 2015 à Padoue, record qu'il porte à 8,07 m, le 4 février 2017 à Ancone pour remporter le titre national junior en salle, puis le titre national sénior le 18 février 2017, avec 8,06 m, dans la même ville, en devançant notamment Filippo Randazzo, 8,05 m, et Andrew Howe, 8,01 m.
Le 1er mai 2018 à Palmanova, il porte son record sur 100 mètres à 10 s 15 (+ 1,0 m/s), largement sous les minima des Championnats d'Europe, puis il l'améliore ultérieurement en 10 s 12 (+ 1,9 m/s) lors des championnats sociétaires de Campi Bisenzio le 5 mai 2018.

### Double champion olympique à Tokyo (2021)

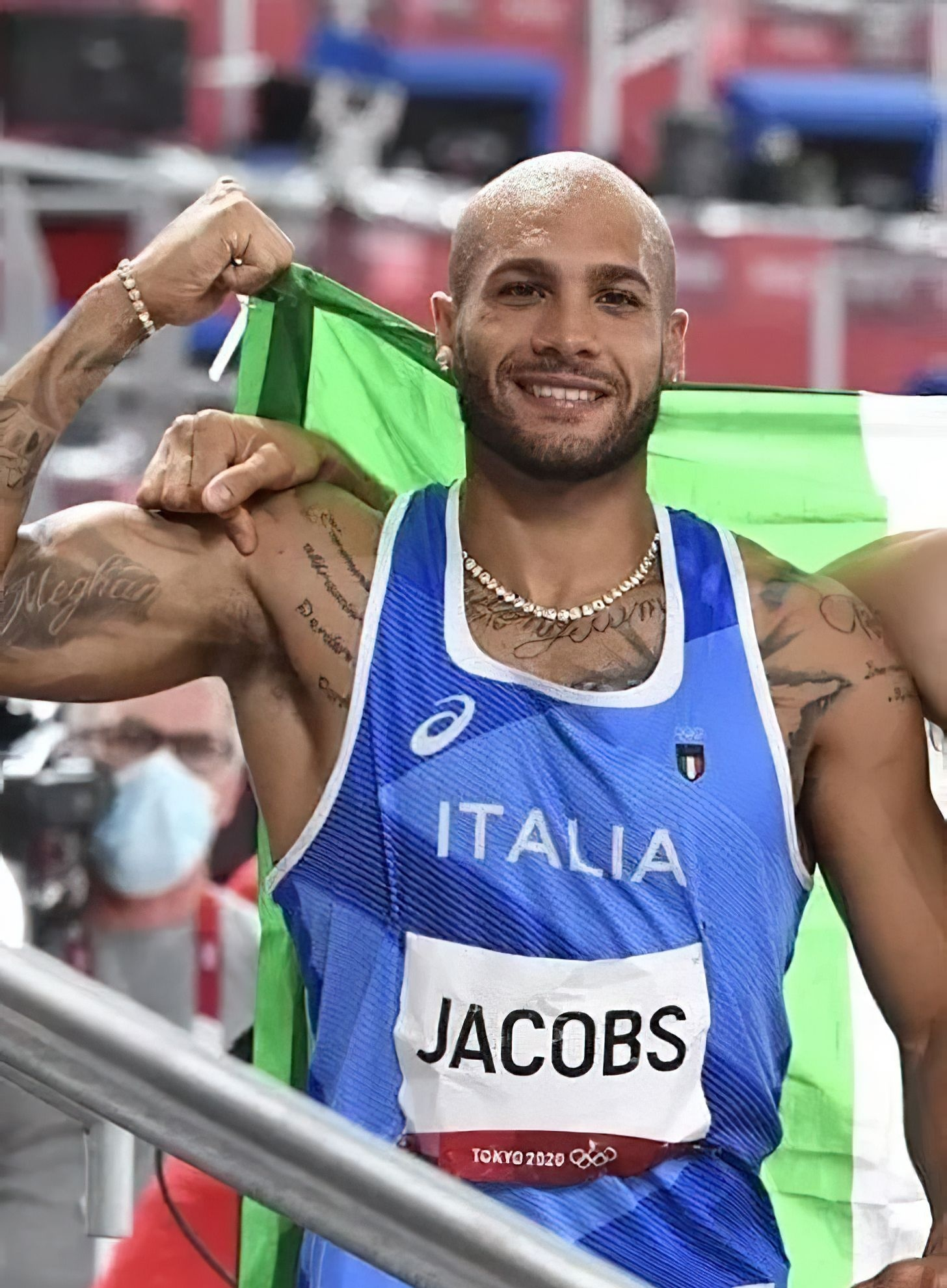
Marcell Jacobs en 2021 lors des Jeux olympiques de Tokyo.

En février 2021, Jacobs décroche son premier titre international aux championnats d'Europe en salle de Torun en remportant le 60 m en 6 s 47, meilleure performance mondiale de l'année. En mai, il descend pour la première fois de sa carrière en dessous des 10 secondes sur 100 m avec un chrono en 9 s 95 à Savone.
Le 1er août 2021 aux Jeux olympiques de Tokyo 2020, il bat le record d'Europe sur 100 m en 9 s 84 lors des demi-finales. En finale, il est sacré champion olympique en 9 s 80, améliorant de nouveau le record d'Europe, devant l'Américain Fred Kerley et le Canadien Andre de Grasse : il devient à cette occasion le premier Italien champion olympique du 100 m, et le premier Européen vainqueur de la discipline depuis Linford Christie en 1992. Il s'impose ensuite avec l’équipe italienne en finale du relais 4 x 100 m, laquelle équipe n'avait jamais encore remporté cette épreuve aux Jeux olympiques : ses coéquipiers sont Lorenzo Patta, Eseosa Desalu et Filippo Tortu, dernier relayeur qui rattrape le Britannique Nethaneel Mitchell-Blake et le coiffe sur la ligne d'arrivée en 37 s 50, nouveau record d’Italie.

### Champion du monde en salle du 60 m et champion d'Europe du 100 m (2022)
Le 19 mars 2022, lors des championnats du monde en salle de Belgrade, Jacobs s'adjuge le titre mondial en devançant de 3 millièmes de seconde l'Américain Christian Coleman, le tenant du titre. Il établit en 6 s 41 la meilleure performance mondiale de l'année et améliore d'un centième de seconde le record d'Europe en salle que détenait le Britannique Dwain Chambers depuis 2009.
Auteur de 9 s 99 pour sa rentrée sur 100 m le 18 mai à Savone, il décroche fin juin un nouveau titre national en 10 s 12. Longtemps incertain, il participe aux Mondiaux en plein air à Eugene mais se blesse à la cuisse droite lors des séries du 100 m.
Le 17 août 2022, aux championnats d'Europe de Munich, il se pare d'or sur le 100 m en 9 s 95, record de la compétition, devant les Britanniques Zharnel Hughes et Jeremiah Azu.

### Vice-champion du monde du 4 x 100 m (2023)
Le 4 mars 2023 à Istanbul, Jacobs défend son titre européen en salle sur 60 m. Vainqueur tout d'abord de sa demi-finale, il ressent cependant une douleur à son ischio-jambier gauche après l'arrivée. Lors de la finale, il réalise son meilleur temps de l'hiver en 6 s 50 mais est battu de deux centièmes par son compatriote Samuele Ceccarelli, signant néanmoins un doublé italien sur la distance.
Son début de saison en plein air est plombé par une sciatique qui l'empêche d'évoluer à son meilleur niveau. Lors des Mondiaux de Budapest en août, il est éliminé dès les demi-finales du 100 m après avoir terminé 5e de sa course en 10 s 05, son meilleur temps de la saison. Sa compétition se conclut toutefois sur une bonne note puisqu'il empoche la médaille d'argent avec l'équipe italienne du relais 4 x 100 m, seulement devancée par les Etats-Unis. 
À la fin de la saison, l'Italien annonce mettre fin à sa collaboration avec son entraîneur Paolo Camossi, qui l'avait conduit au titre olympique en 2021, pour rejoindre l'Américain Rana Reider en Floride.

## Palmarès

### International
| Date | Compétition                    | Lieu     | Résultat | Épreuve   | Marque  |
| ---- | ------------------------------ | -------- | -------- | --------- | ------- |
| 2021 | Championnats d'Europe en salle | Toruń    | 1er      | 60 m      | 6 s 47  |
| 2021 | Relais mondiaux                | Chorzów  | 2e       | 4 x 100 m | 39 s 21 |
| 2021 | Jeux olympiques                | Tokyo    | 1er      | 100 m     | 9 s 80  |
| 2021 | Jeux olympiques                | Tokyo    | 1er      | 4 x 100 m | 37 s 50 |
| 2022 | Championnats du monde en salle | Belgrade | 1er      | 60 m      | 6 s 41  |
| 2022 | Championnats d'Europe          | Munich   | 1er      | 100 m     | 9 s 95  |
| 2023 | Championnats d'Europe en salle | Istanbul | 2e       | 60 m      | 6 s 50  |
| 2023 | Championnats du monde          | Budapest | 2e       | 4 × 100 m | 37 s 62 |
| 2024 | Championnats d'Europe          | Rome     | 1er      | 100 m     | 10 s 02 |
| 2024 | Championnats d'Europe          | Rome     | 1er      | 4 x 100 m | 37 s 82 |
| 2024 | Jeux olympiques                | Paris    | 5e       | 100 m     | 9 s 85  |
| 2024 | Jeux olympiques                | Paris    | 4e       | 4 × 100 m | 37 s 68 |

### National
- Championnats d'Italie d'athlétisme :
  - 100 m : vainqueur en 2018, 2019, 2020, 2021 et 2022[22]
  - Saut en longueur : vainqueur en 2016
- Championnats d'Italie d'athlétisme en salle :
  - 60 m : vainqueur en 2021 et 2022
  - Saut en longueur : vainqueur en 2017

## Records

### Records personnels
| Épreuve      | Temps        | Vent         | Lieu           | Date          |
| En plein air | En plein air | En plein air | En plein air   | En plein air  |
| ------------ | ------------ | ------------ | -------------- | ------------- |
| 100 m        | 9 s 80 (AR)  | +0,1         | Tokyo          | 1er août 2021 |
| 200 m        | 20 s 61      | +0,2         | Campi Bisenzio | 6 mai 2018    |
| En salle     |              |              |                |               |
| 60 m         | 6 s 41 (AR)  | -            | Belgrade       | 19 mars 2022  |

### Meilleures performances par année
| Année | Temps       | Date            | Lieu     | Rang |
| ----- | ----------- | --------------- | -------- | ---- |
| 2017  | 10 s 82     | 30 juin 2017    | Trieste  | 2931 |
| 2018  | 10 s 08     | 23 mai 2018     | Savone   | 45   |
| 2019  | 10 s 03     | 16 juillet 2019 | Padoue   | 33   |
| 2020  | 10 s 10     | 1er août 2020   | Trieste  | 22   |
| 2021  | 9 s 80 (AR) | 1er août 2021   | Tokyo    | 3    |
| 2022  | 9 s 95      | 16 août 2022    | Munich   | 15   |
| 2023  | 10 s 05     | 20 août 2023    | Budapest | 64   |
| 2024  | 9 s 85      |                 | Paris    |      |

| Année | Temps       | Date            | Lieu     | Rang |
| ----- | ----------- | --------------- | -------- | ---- |
| 2017  | 6 s 69      | 22 janvier 2017 | Udine    | 131  |
| 2018  |             |                 |          |      |
| 2019  |             |                 |          |      |
| 2020  | 6 s 63      | 19 février 2020 | Liévin   | 46   |
| 2021  | 6 s 47      | 6 mars 2021     | Toruń    | 1    |
| 2022  | 6 s 41 (AR) | 19 mars 2022    | Belgrade | 1    |
| 2023  | 6 s 50      | 4 mars 2023     | Istanbul | 11   |

## Vie privée
Marcell Jacobs et sa compagne italo-équatorienne Nicole Daza ont deux enfants et vivent à Rome. Jacobs a un autre enfant, né d'une relation précédente, lorsqu'il avait 19 ans.